# Глиссада

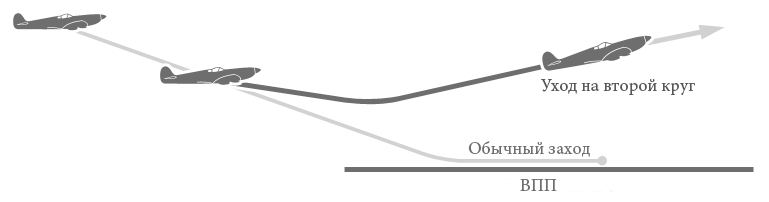
Глиссада (Обычный заход) и схема прерванного захода на посадку

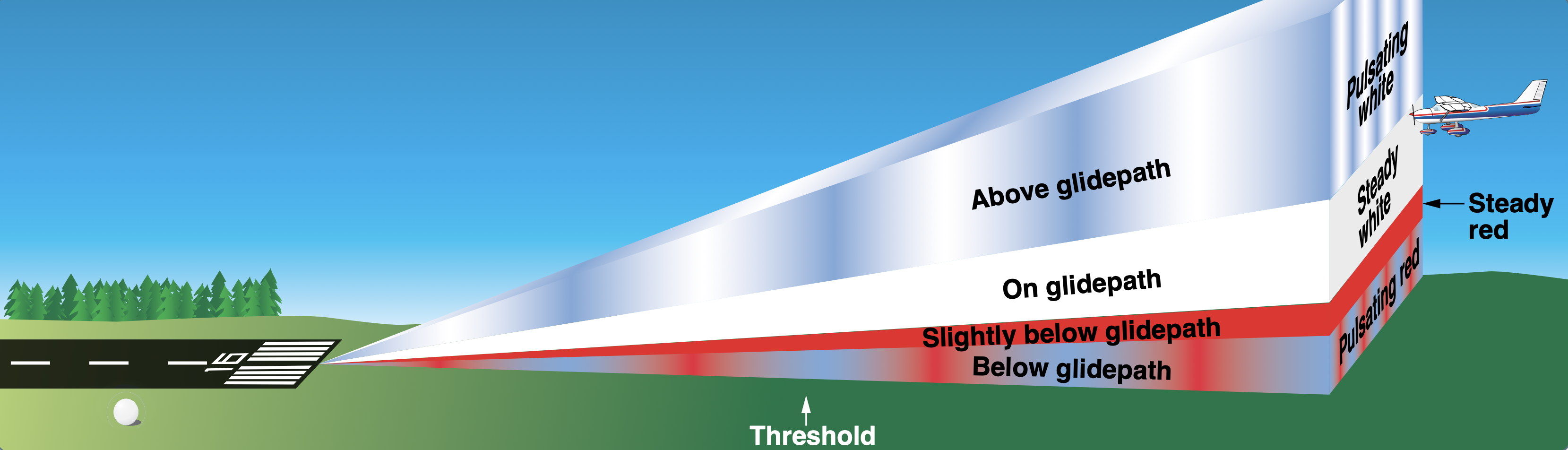
Огни PAPI (Система, помогающая пилотам держаться в глиссаде)

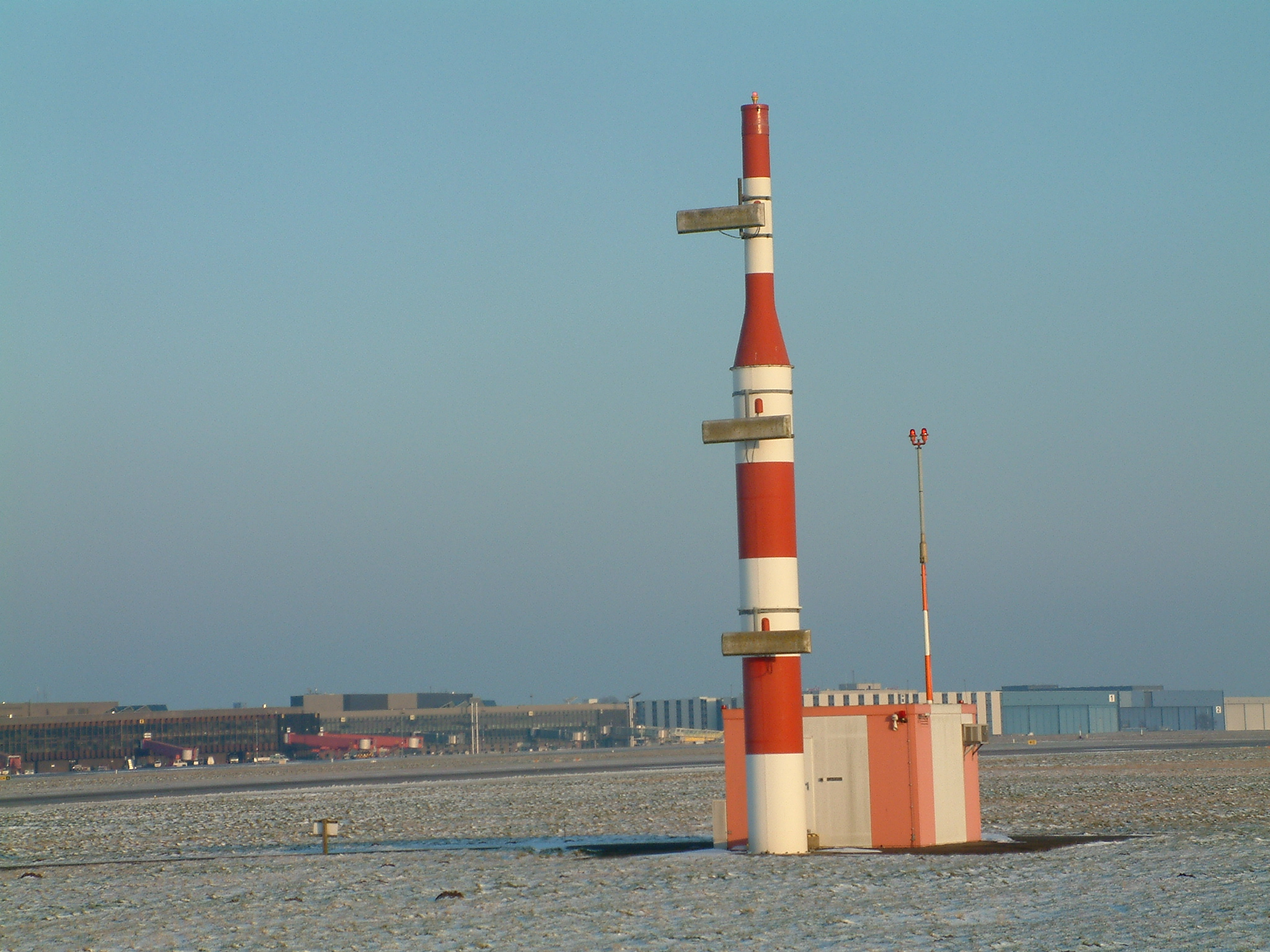
Глиссадный радиомаяк в аэропорту «Ганновер-Лангенхаген»

Глисса́да (от фр. glissade — букв. «скольжение»; производное от glisser — «скользить») — траектория полёта летательного аппарата (самолёта, вертолёта, планера), по которой он снижается при заходе на посадку, в том числе — непосредственно перед посадкой. 
В парапланеризме базовой глиссадой называется прямая траектория непосредственно перед посадкой.
Глиссада в математической модели — это параллельный перенос вектора вдоль геодезической кривой, при котором его угол с геодезической остаётся неизменным. Скорость снижения — «ухода» вниз — измеряется радиусом кривизны геодезической.

## Описание
Стандартная глиссада начинается на высоте 400 метров и заканчивается на высоте 15 метров.
Минимальная высота, с которой летательный аппарат может безопасно выйти из глиссады и уйти на второй круг называется высота принятия решения.
Угол наклона глиссады — угол между плоскостью глиссады и горизонтальной плоскостью. В Советском Союзе типовым значением угла наклона глиссады было принято 2°40′. Международная организация гражданской авиации рекомендует угол наклона глиссады в 3°. 
Угол наклона глиссады контролируется либо радиотехническими средствами (Курсо-глиссадная система, глиссадный радиомаяк), либо пилотом визуально по передней кромке взлётно-посадочной полосы, либо по величине вертикальной скорости снижения летательного аппарата. На величину угла наклона глиссады может влиять наличие препятствий в зоне аэродрома. Градиент снижения не должен превышать 5°. 
Полёт по глиссаде может осуществляться в автоматическом, полуавтоматическом и ручном режимах управления. В результате полёта по глиссаде летательный аппарат попадает в зону приземления на взлётно-посадочной полосе. Некоторые летательные аппараты совершают полёт по ломаной глиссаде. Многоразовые космические летательные аппараты «Спейс шаттл» и «Буран» совершали полёт по глиссаде, первый участок которой имел угол наклона 19°.